# Oficina de Estudios y Políticas Agrarias
La Oficina de Estudios y Políticas Agrarias (más conocida por su acrónimo ODEPA) es un organismo público chileno centralizado, dependiente del presidente de la República a través del Ministerio de Agricultura, creada mediante la ley N° 19.147, que fuera publicada en el Diario Oficial del 21 de julio de 1992.
Odepa, según señala el artículo 2° de dicha ley, tendrá por objeto proporcionar información regional, nacional e internacional para que los distintos agentes involucrados en la actividad silvoagropecuaria adopten sus decisiones.

## Funciones
Se le encomienda, además, apoyar la gestión del Ministerio de Agricultura (Minagri) a través de:
1. Prestar servicios de información gratuitos de interés sobre la actividad agropecuaria, a través de publicaciones, estadísticas, informes, estudios, noticias, entre otros
2. Participar en la definición de criterios destinados a sustentar la posición negociadora del país en materia de comercio exterior sectorial, en coordinación con el Ministerio de Relaciones Exteriores u otros organismos públicos que cumplan funciones relacionadas
3. Colaborar en la coordinación de los programas de asistencia técnica y de cooperación internacional
4. Evaluar los proyectos presupuestarios de los servicios del sector, los que somete a la aprobación del Ministro y efectúa el seguimiento de su gestión programática y presupuestaria
5. Efectuar estudios de la realidad silvoagropecuaria, detectar los problemas y emergencias que la afectan, evalúar y proponer soluciones
6. Asesorar al ministro y al subsecretario de Agricultura en materias pertinentes

## Misión
En el marco de lo que la ley N° 19.147 dispone, la misión institucional de la ODEPA es «fortalecer la gestión del Ministerio de Agricultura y de los agentes públicos y privados involucrados en el ámbito silvoagropecuario, a través de la prestación de servicios especializados de asesoría e información».

## Directores nacionales
| Titular                     | Partido | Inicio                | Final                 | Presidente                 |
| --------------------------- | ------- | --------------------- | --------------------- | -------------------------- |
| -                           | -       | 1992                  | 11 de marzo de 1994   | Patricio Aylwin Azócar     |
| Carlos Furche Guajardo      | PS      | 11 de marzo de 1994   | 11 de marzo de 2000   | Eduardo Frei Ruiz-Tagle    |
| Carlos Furche Guajardo      | PS      | 11 de marzo de 2000   | septiembre de 2004    | Ricardo Lagos Escobar      |
| -                           | -       | 2004                  | 11 de marzo de 2006   | Ricardo Lagos Escobar      |
| Reinaldo Ruiz Valdés        | PS      | 11 de marzo de 2006   | 11 de enero de 2008   | Michelle Bachelet Jeria    |
| Iván Nazif Astorga          | PPD     | 11 de enero de 2008   | 11 de marzo de 2010   | Michelle Bachelet Jeria    |
| Gustavo Rojas Le-Bert       | UDI     | 29 de marzo de 2010   | 11 de marzo de 2014   | Sebastián Piñera Echenique |
| Claudia Carbonell Rodríguez |         | 11 de marzo de 2014   | 11 de marzo de 2018   | Michelle Bachelet Jeria    |
| María Emilia Undurraga      | Evópoli | 30 de agosto de 2018  | 6 de enero de 2020    | Sebastián Piñera Echenique |
| María José Irarrázaval      | Ind.    | 16 de agosto de 2021  | 11 de marzo de 2022   | Sebastián Piñera Echenique |
| María José Irarrázaval      | Ind.    | 11 de marzo de 2022   | 17 de octubre de 2022 | Gabriel Boric Font         |
| Andrea García Lizama        | Ind.    | 17 de octubre de 2022 | En el cargo           | Gabriel Boric Font         |